# Phytocoris validus
Phytocoris validus är en insektsart som beskrevs av Reuter 1909. Phytocoris validus ingår i släktet Phytocoris och familjen ängsskinnbaggar. Inga underarter finns listade i Catalogue of Life.